# Памятник Екатерине II (Цербст)
Памятник императрице Екатерине II (нем. das Katharina-Denkmal) работы скульптора Михаила Переяславца отлит в 2009 году. Одно время он был выставлен в Москве на территории Студии военных художников имени М. Б. Грекова. В апреле 2010 года он был подарен городу Цербст — родине Екатерины.
Юная Екатерина изображена в императорской короне. Рядом с памятником находится замок Цербст, который принадлежал семье Софии Августы Фредерики и где она жила в 1742—1744 годах.
Установить памятник предложило в 1996 году Международное историческое общество «Екатерина II» в Цербсте и Российское дворянское общество. Российская сторона взяла на себя расходы, связанные с изготовлением и транспортировкой памятника.
Торжественное открытие 4,7-метрового бронзового монумента состоялось 9 июля 2010 года.